# Fritz-Walter-Stadion
Il Fritz-Walter-Stadion di Kaiserslautern è lo stadio della locale squadra di calcio, i diavoli rossi del Kaiserslautern e ha ospitato alcune partite della Coppa del Mondo FIFA 2006.
Costruito nel 1920 su una collinetta chiamata Betzenberg, venne perciò chiamato Betzembergstadion. Nel 1985 lo stadio fu intitolato al leggendario capitano della nazionale tedesca dell'Ovest, Fritz Walter, che guidò la squadra alla conquista del primo titolo mondiale (il famoso “miracolo di Berna” del 6 giugno 1954) e fu uno storico giocatore dei "diavoli rossi".
Nonostante la capienza iniziale fosse di appena 18.000 posti, lo stadio è stato più volte ampliato e ristrutturato. L'ultimo intervento, in vista della Coppa del Mondo 2006, è stato svolto dal 2002 al 2005, e ha portato la capienza complessiva a 48.500 posti per gare internazionali con l'ampliamento delle tribune est e ovest, la ristrutturazione della tribuna nord e la costruzione di due torri per la stampa e i vip. I lavori sono costati 48,3 milioni di euro finanziati dallo Stato della Renania-Palatinato per 21,7 milioni, dalla città di Kaiserslautern per 7,7 e dal Kaiserslautern F.C. per 18,9 milioni di euro.

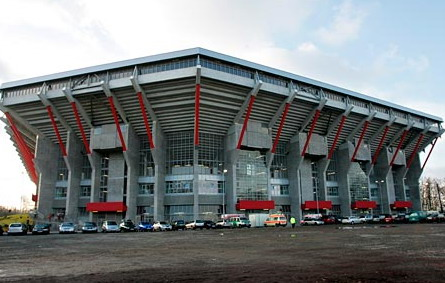
Veduta esterna dello stadio

Ha ospitato 5 partite dei Mondiali di Germania 2006;
- Australia - Giappone 3-1 (gruppo F) il 12 giugno
- Italia -  Stati Uniti 1-1 (gruppo E) il 17 giugno
- Paraguay -  Trinidad e Tobago 2-0 (gruppo B) il 20 giugno
- Spagna -  Arabia Saudita 1-0 (gruppo H) il 23 giugno
- Italia -  Australia 1-0 (ottavi di finale) il 26 giugno